# Frälsarens förklarings kyrka, Tjatjersk
Frälsarens förklarings kyrka (belarusiska: Спаса-Праабражэнская царква; translitteration: Spasa-Praabraženskaja Tsarkva; kyrkslaviska: Спа́со-Преображенскаѧ це́рковь) är en belarusisk-ortodox tegelkyrkobyggnad belägen i staden Tjatjersk i Homels voblast i östra Belarus.
Kyrkan är helgad åt Kristi förklaring.

## Historia
Frälsarens förklarings kyrka i Tjatjersk byggdes under 1783 av greve Z. R. Chernyshov. Under invigningen deltog den ryska kejsarinnan Katarina II.
I början av 2000-talet restaurerades kyrkan.

## Klocktornet
Klocktornet är inbyggd i kyrkan och står på den västra sidan.

## Inventarier
- Inne i kyrkan finns bilder som är tillverkade under 1800-talets första halva av en italiensk konstnär, som föreställer bland annat Jesu inträde i Jerusalem, Kristi himmelsfärd, Sankt Nikolaus och Jesu uppståndelse.
- I altaret finns en ikon från 1678.

## Bilder

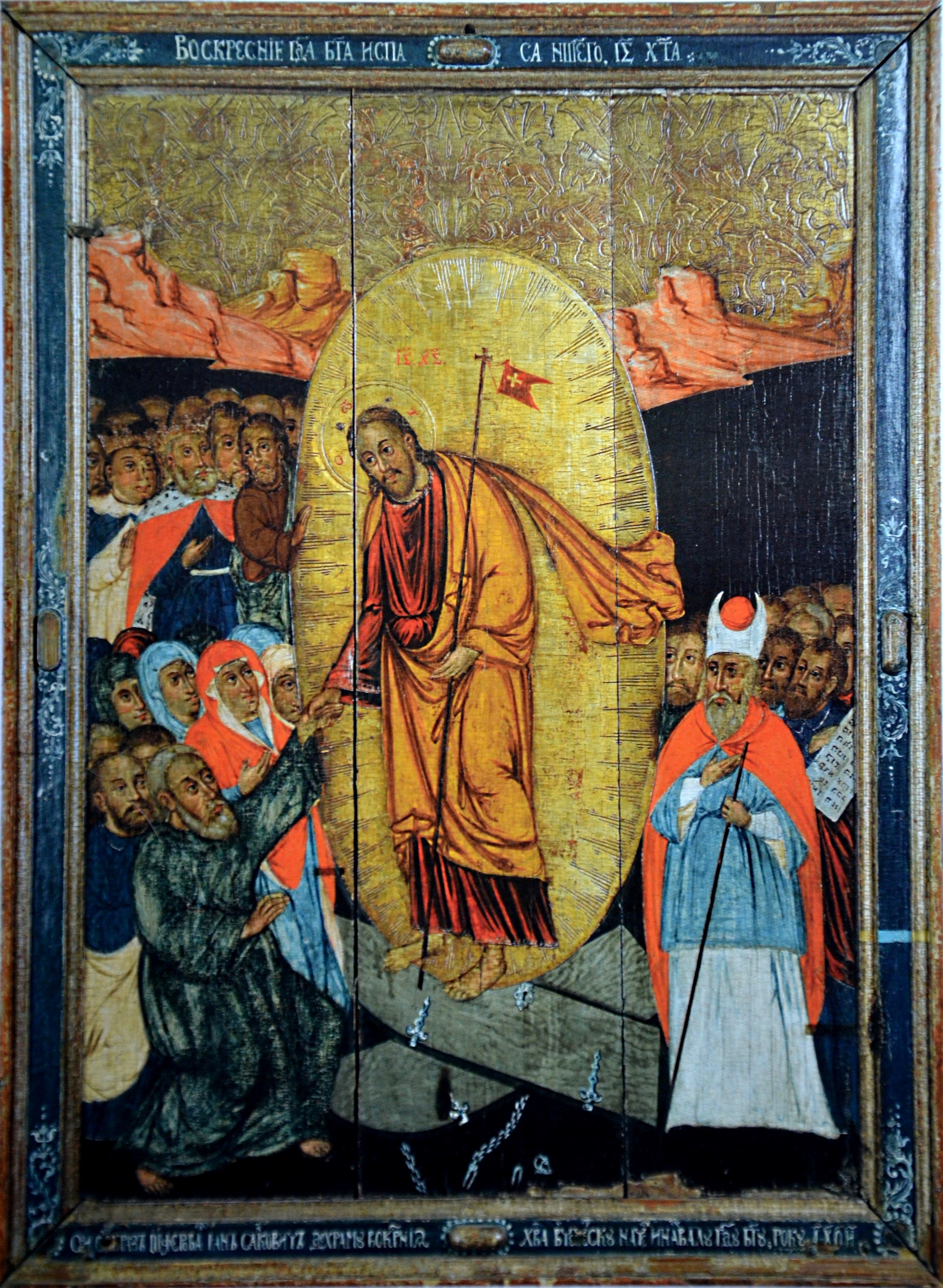
Ikonen från 1678, som finns bevarat i altaret.
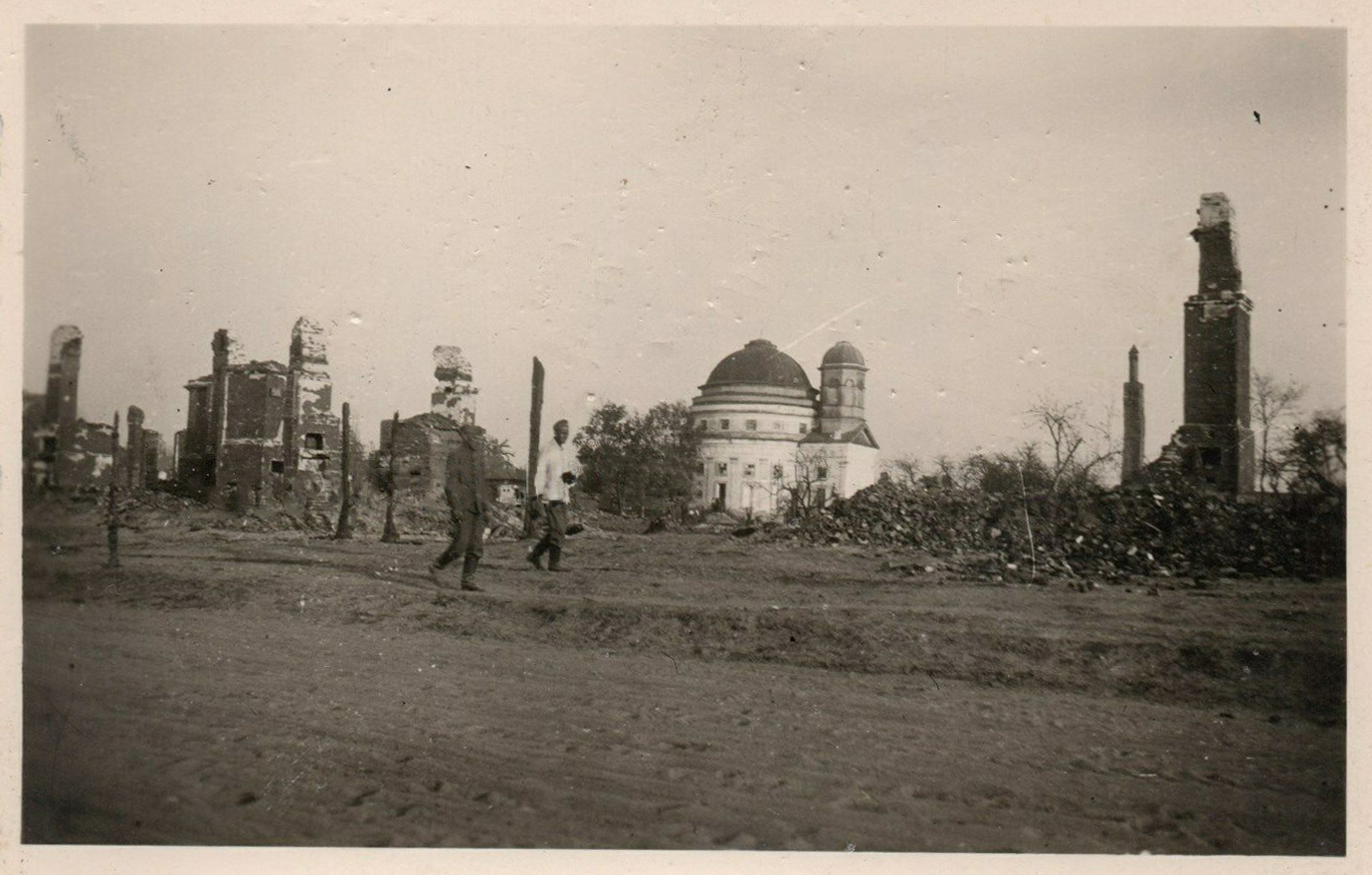
Kyrkan någonstans mellan 1941 och 1944.